# 于劲 (作家)
于劲（1953年—2016年11月26日），笔名肖于，浙江人，女性軍旅作家，中共党员。最知名的作品是两部长篇报告文学《厄运》（反映抗美援朝後期戰俘經歷）、《上海：1949大崩溃》（反映上海局势）。丈夫為《唐山大地震》作者錢鋼，均為同年出生的浙江人。

## 生平

### 軍旅生活與寫作
中学毕业后，到江苏省农村插队务农。1971年应征入伍，經歷了兩年艱苦的知識青年「上山下鄉」歲月、13年的軍旅生活，在部隊先後當過洗衣員、炊事員、飼養員、廣播員、通訊員、電話員和衛生員。歷任南京军区护士、南京军区政治部创作室创作员。1972年开始发表文学作品。1982年、1983年連續兩個夏天深入到中越邊境戰爭前線，與前哨排的戰士們共同生活了二十餘天，兩次到前線巡邏。她隨後發表了根據此經歷寫作的小說與報告文學並獲獎，她把稿費、獎金近八百元人民幣全數寄給了前線的戰士們。

### 退伍繼續寫作
1984年，31歲的于勁考入中国人民解放军艺术学院中文系，1986年畢業。1985年夏天，經解放军艺术学院同班同學金輝的介紹，認識了在北京的歸國戰俘張澤石，由此開始了兩年多的採訪，採訪了處於最底層的近百名歸國戰俘。
1988年加入中国作家协会。短篇小说《困了，嗑点瓜子》获得1982年《青春》文学奖，《绵亘红土地》获得1983年《昆仑》优秀作品奖。
2016年11月26日，于劲在香港玛嘉烈医院病逝，享年63岁。

## 受訪軍人的評價
2010年代，香港科技大學副教授常成回訪于勁訪問過的戰俘，「我幾乎每到一個地方，都會有當地的戰俘稱讚《厄運》最真實地再現了他們當年的鬥爭與磨難，也會深情地回憶當年于勁訪問他們的場景。」
「她熱愛戰士，卻痛恨戰爭。正如她自己所說，她「對暴力和意識形態深惡痛絕」。《厄運》是一部反戰的戰爭文學，從中我們可以感受到于勁對一個個遭受苦難的鮮活生命的深刻同情與誠摯關懷。在于勁筆下，每一個戰俘都是一個有血有肉的人。即使是那些所謂的「叛徒」被還原成曾經堅強亦會脆弱的普通人，他們在常年高壓下幾近崩潰，甚至神經失常。戰俘營極端的環境不允許他們和平地等待遣返回家，於是他們作出了極端的選擇——逃亡，卻招致極端的懲罰。于勁的寫作超越了非黑即白的鬥爭思維，充分呈現戰俘營鬥爭的殘酷與複雜，也突顯了戰俘個人的生存困境與生死掙扎。」香港科技大學副教授常成評價道。

## 著作
- 长篇纪实文学《厄运》、《上海：1949大崩溃》
- 中篇小说集《绵亘红土地》
- 中篇小说《安魂》、《融雪》、《蓝天下，有一辆军列》
- 短篇小说《困了，嗑点瓜子》[2]

## 家庭
- 丈夫：钱钢，作家，纪实文学作品《唐山大地震》的作者。[2]